# Église anglicane de la Sainte-Trinité de Nice
L'église anglicane de la Sainte-Trinité, Holy Trinity Church, est une église anglicane située rue de la Buffa, à Nice, dans le département des Alpes-Maritimes.

## Historique

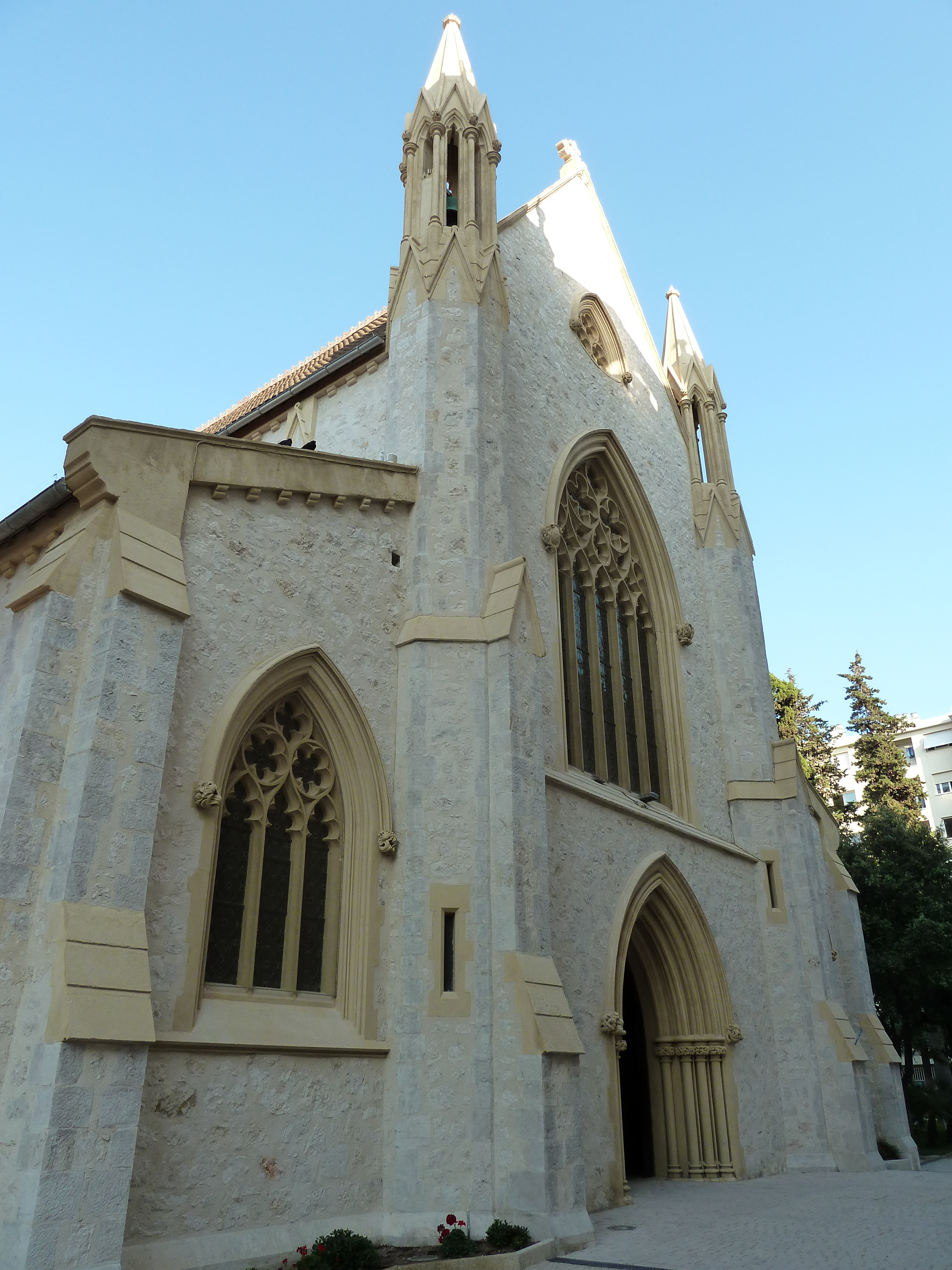
Façade ouest de l’église

L'église a été construite entre 1860 et 1862 en style néogothique par l'architecte britannique Thomas Smith qui avait déjà construit plusieurs bâtiments à Cannes. Elle possède des vitraux réalisés par l'Atelier Lorin de Chartres.
Elle remplace un édifice antérieur, construit après 1820, année où la paroisse est placée sous la juridiction de l'évêque de Londres. Le cimetière attenant à l'église remonte à la même époque. Elle se situe dans la commune de Nice, sa façade nord se trouve le long de la rue de la Buffa. Elle est régulièrement orientée.
L'église a été restaurée en 2012 avec l'aide financière du conseil départemental des Alpes-Maritimes.